# 泉里沙
泉 里沙（いずみ りさ、1963年10月29日 - ）は、日本の歌手・女優。東京芸術大学出身。身長157cm、体重46kg、靴のサイズ23.5cm。

## 人物
1983年NHK教育テレビ『うたって・ゴー』の歌のおねえさんのオーディションに合格し、歌のおねえさんとしてデビューした。
1985年劇団青年座研究所本科・実習科にて演技を学び、森繁久彌・大地真央・勝新太郎などの役者が出演している舞台に参加した。タレントデータバンクによれば、ミュージカルや司会者などでも活動しているとされている。
特技はクラシックバレエ、ジャズダンス、タップダンス、日本舞踊など。

## 出演
ミュージカル・舞台
- 2009年 舞台「年はじめライブ」
- 2012年 ミュージカル「ファーブル昆虫記」
- 「ピーターパン」 - ジョン 役

テレビ
- NHK教育「テレビうたって・ゴー」